# Gregg Toland
Gregg Toland (Charleston, 29 maggio 1904 – Hollywood, 26 settembre 1948) è stato un direttore della fotografia e regista statunitense.

## Biografia
Toland fu uno dei più grandi innovatori dei principi della fotografia, soprattutto cinematografica; a lui si devono molti dei concetti dell'illuminazione moderna legati alla profondità di campo.
Nella sua carriera lavorò con i più importanti registi del suo tempo, da Orson Welles a John Ford, da Erich von Stroheim a William Wyler. Fu inoltre sei volte candidato al Premio Oscar per la fotografia fra il 1936 e il 1942. Conquistò la statuetta nel 1940 per la fotografia del film La voce nella tempesta di William Wyler.

## Filmografia

### Regista
- 7 dicembre (December 7th, 1943) co-regista insieme a John Ford

### Direttore della fotografia
- The Bat, regia di Roland West (1926)
- Fiore del deserto (The Winning of Barbara Worth), regia di Henry King (1926)
- Cercasi avventura (Bulldog Drummond), regia di F. Richard Jones e Leslie Pearce (1929)
- L'isola del diavolo (Condemned), regia di Wesley Ruggles (1929)
- Nuovo mondo (This Is Heaven), regia di Alfred Santell (1929)
- Raffles, l'Arsenio Lupin inglese (Raffles), regia di George Fitzmaurice e, non accreditato, Harry d'Abbadie d'Arrast (1930)
- Il re dei chiromanti (Palmy Days), regia di A. Edward Sutherland (1931)
- Man Wanted, regia di William Dieterle (1932)
- Il museo degli scandali (Roman Scandals), regia di Frank Tuttle (1933)
- La donna è mobile (Forsaking All Others), regia di W. S. Van Dyke (1934)
- Resurrezione (We Live Again), regia di Rouben Mamoulian  (1934)
- L'angelo delle tenebre (The Dark Angel), regia di Sidney Franklin (1935)
- Amore folle (Mad Love), regia di Karl Freund (1935)
- Splendore (Splendor), regia di Elliott Nugent (1935)
- Notte di nozze (The Wedding Nigh), regia di King Vidor  (1935)
- Il sergente di ferro (Les Miserables), regia di Richard Boleslawski (1935)
- Ambizione (Come and Get It), regia di Howard Hawks e Richard Rosson (1936)
- Coniglio o leone? (Strike Me Pink), regia di Norman Taurog (1936)
- La calunnia (These Three), regia di William Wyler (1936)
- Le vie della gloria (The Road to Glory), regia di Howard Hawks (1936)
- Strada sbarrata (Dead End), regia di William Wyler (1937)
- Tiranna deliziosa (Woman Chases Man), regia di John G. Blystone (1937)
- La dama e il cowboy (The Cowboy and the Lady), regia di H.C. Potter (1938)
- Intermezzo (Intermezzo: A Love Story), regia di Gregory Ratoff (1939)
- La voce nella tempesta (Wuthering Heights), regia di William Wyler (1939)
- Furore (The Grapes of Wrath), regia di John Ford (1940)
- L'uomo del West (The Westerner), regia di William Wyler (1940)
- Viaggio senza fine (The Long Voyage Home), regia di John Ford (1940)
- Colpo di fulmine (Ball of Fire), regia di Howard Hawks (1941)
- Il mio corpo ti scalderà (The Outlaw), regia di Howard Hughes (1941)
- Piccole volpi (The Little Foxes), regia di William Wyler (1941)
- Quarto potere (Citizen Kane), regia di Orson Welles (1941)
- I migliori anni della nostra vita (The Best Years of Our Lives), regia di William Wyler (1946)
- La moglie del vescovo (The Bishop's Wife), regia di Henry Koster (1947)
- Fuga nel tempo (Enchantment), regia di Irving Reis (1948)
- Venere e il professore (A Song Is Born), regia di Howard Hawks (1948)